# Nabis ferus
Nabis ferus is een wants uit de familie sikkelwantsen (Nabidae).

## Uiterlijk
Nabis ferus is grijsbruin en is langvleugelig (macropteer). De voorvleugels zijn dicht behaard. De kop, schildje en halsschild hebben een donkere middenstreep. Hij lijkt zeer veel op Nabis pseudoferus, maar die mist de dichte beharing op de voorvleugels. Dat is echter vanaf foto's heel moeilijk te zien. De lengte is 7,3-8,7 mm.

## Verspreiding en levenswijze
De soort leeft in Europa, niet op het Iberisch schiereiland en Azië. Hij wordt gevonden in grasland en kruidenrijke vegetatie. Het is een algemene wants in geheel Nederland.
Hij is roofzuchtig en voedt zich met allerlei insecten zoals bladluizen, cicaden en wantsen. De volwassen wantsen overwinteren. Eén generatie per jaar. De eieren worden in grashalmen afgezet. Vanaf augustus verschijnt er een nieuwe generatie volwassen veldsikkelwantsen.